# Orestias ctenolepis
Orestias ctenolepis és una espècie de peix de la família dels ciprinodòntids i de l'ordre dels ciprinodontiformes.

## Morfologia
Els mascles poden assolir els 8 cm de longitud total.

## Distribució geogràfica
Es troba a Sud-amèrica: és un endemisme del llac Titicaca (el Perú).